# Margarita Henríquez
Margarita Esther Henríquez Rodríguez (Villa de los Santos, Provincia de Los Santos, 17 de abril de 1991) es una artista panameña, quien ganó la tercera versión del programa televisivo Latin American Idol a los 17 años, convirtiéndose en la aspirante más joven en ganar este concurso.
Anteriormente, había concursado en el Proyecto Estrella 20-30, concurso juvenil de canto televisado por TVN e iniciado en 2005, en el que ocupó el primer lugar, con tan solo 14 años de edad. También fue presentadora del programa folklórico Así es mi tierra en Telemetro Panamá.

## Carrera artística
Margarita Henríquez participó en programas de canto como: Proyecto Estrella 20-30 (2005), y Latin American Idol en su tercera edición, donde resulta ser ganadora. También fue presentadora de "Así es mi tierra". 
Justo antes de que ganara Latin American Idol, se le ofreció un contrato con Gloria Estefan.
Participó en muchas cantaderas y demás y fue nombrada "Señorita 10 de noviembre" de su provincia natal "Los Santos".

### Inicios de su carrera musical
La carrera musical de Margarita, comenzó cuando cantó por primera vez en el conjunto típico de su padre, el acordeonista panameño Juancín Henríquez, en la provincia de Bocas del Toro, a la edad de 12 años. Ese día interpretó canciones de los cantantes de música típica panameña Samy y Sandra Sandoval.
En 2005, ganó varias modalidades en los Premios Zárate, ya que se llevó el concurso de Saloma, canto religioso y tamborito. De igual modo, entró al Proyecto Estrella 20-30 antiguamente conocido como Festival de Telento Juvenil 20-30 , donde se consagró ganadora y ese mismo año, como premio del concurso, presentaron su primer disco, compuesto por música típica panameña.
En 2007, Margarita fue escogida como Señorita 10 de noviembre, ya que en esa fecha la República de Panamá conmemora el Primer Grito de Independencia de Panamá de España, hecho ocurrido el 10 de noviembre de 1821 en La Villa de Los Santos, lugar en donde ella nació.
Durante 2008, tomó experiencia en el mundo de la televisión, al ser presentadora del programa televisivo transmitido por Telemetro Panamá, '“Así es mi tierra” que destaca la música típica y las costumbres folkóricas del pueblo panameño. Este año también ingresó a la Universidad Latina de Panamá, a estudiar la carrera de Ingeniería Industrial.
En octubre del mismo año, sus interpretaciones hicieron que se convirtiera en la Latin American Idol 2008. Margarita llegó hasta la final junto a la costarricense María José Castillo.
En noviembre de este año, en las fiestas patrias de Panamá. Margarita Henríquez tuvo el honor de ser escogida abanderada en los desfiles patrios.

### Proyecto Estrella 20-30 2005
Margarita participó en 2005 en el “Proyecto Estrella 20-30” proyecto lanzado por el Club Activo 20-30 y TVN ese mismo año, evolucionando de un concurso local y realizado en la ciudad de panamá a un concurso a nivel nacional y televisado.
Los participantes de este concurso sólo podían ser de 13 a 17 años, en 2005. En 2007 se bajó el rango de 12 a 17 años. Margarita audicionó junto a muchos jóvenes de la República de Panamá. Luego de las audiciones, se pasó a las semifinales. En las semifinales de Proyecto Estrella 2005 , Margarita demostró a pesar de ser una de las más jóvenes del concurso pasar a la ronda final. El domingo 15 de mayo de 2005, Margarita juntó a otros nueve chicos panameños se presentaron en el Teatro Nacional de Panamá para poder coronarse como el ganador de Proyecto Estrella 2005. Margarita se presentó en la final con la canción "Sola" de Lourdes Robles. Este mismo día, Margarita Henríquez fue decalarada la ganadora de Proyecto Estrella 20-30 de 2005. El jurado del evento estuvo conformado por Omar Alfanno, Horacio Valdés, Lissette Condassín, Juan Carlos Tapia y Toby Muñoz.

### Margarita en la televisión panameña
Después de ganar Proyecto Estrella. En la teletón 20-30 2005, Margarita tuvo la oportunidad de cantar la canción "Sola" a dúo junto a la cantante de la canción Lourdes Robles. Tiempo después tuvo la oportunidad de grabar dos discos de música típica panameña junto a su padre el acordeonista panameño Juancín Henríquez. Los nombres de los discos: "A qué sabe tu amor" y "Donde hubo fuego". Margarita tuvo diferentes presentaciones alrededor del país con la ayuda de sus discos. En 2006, se produjo la tercera temporada del Proyecto Estrella 20-30. Margarita se presentó en la final de Proyecto Estrella 2007 como artista invitada cantando "Hasta el fin del mundo" de Jennifer Peña, luego cantó a dúo con Stephany Ruiz (Ganadora de Proyecto Estrella 20-30 2004) la canción "El Dolor de Tu presencia" de Ednita Nazario. Después de los discos y presentaciones, Margarita fue escogida por la cadena televisiva MEDCOM para ser presentadora en el programa folklórico "Así es mi tierra" del canal 13, Telemetro. En el cual fue presentadora hasta que decidió audicionar para el programa de canto latinoamericano que organiza Sony Entertainment Televisión de Latinoamérica, Latin American Idol.

### Latin American Idol2008
El camino a LAI comenzó el 3 de mayo, cuando la producción del programa visitó la ciudad de Panamá y realizó las audiciones en el Estadio Nacional de Panamá, para escoger a los mejores chicos y de éstos, fueron seleccionados cinco panameños: Brenda Lau, Manuel Arauz, Margarita Henríquez, Anne Lorain Lanier e Ibeth Indira Samaniego. En la etapa de teatro: Brenda Lau e Ibeth Indira Samaniego fueron eliminadas. En el top 30 de esta temporada hubo tres panameños, que posteriormente los tres pasaron a la ronda final; Anne Lorain Lanier fue una de los tres eliminados en el primer concierto de Latin American Idol. Manuel Arauz fue el eliminado del sexto concierto.
Margarita Henríquez se inició en Latin American Idol como audicionante, el 3 de mayo de 2008 en la audiciones Panamá, pasó la preaudición y se enfrentó al jurado de esta temporada este mismo día
El jueves 9 de octubre de 2008 se efectuó su último programa de esta tercera temporada. La esperada gran final que contó con la presentación de Belanova, Carlos Peña, Beto Cuevas y David Bisbal, quien hizo un trío junto a María José y Margarita. Al final del programa, el argentino Monchi Balestra, conductor de la emisión, anunció que Margarita Henríquez había obtenido mayor cantidad de votos de los televidentes y por tal motivo se convertía en la Latin American Idol de 2008.
Según el diario "El Siglo" de Panamá, Margarita superó en la final a la costarricense María José Castillo con el 75.3 % de los votos.
En toda la República de Panamá este anuncio se celebró durante toda la noche, con caravanas, fiestas populares, programas especiales de televisión, etc. Margarita Henríquez regresó a su país el 13 de octubre de 2008, y se le brindó un recibimiento multitudinario, con una extensa caravana desde el Aeropuerto Internacional de Tocumen hasta un escenario levantado en la Avenida Transístmica, donde se efectuaron conciertos populares y posteriormente una conferencia de prensa.

#### Interpretaciones enLatin American Idol
Audición en la ciudad de Panamá
- En las audiciones en Panamá se tenía un jurado invitado: José Gaviria.
- Canción interpretada: "El dolor de tu presencia" de Ednita Nazario

Teatro - Audiciones en fila
- Canción interpretada: "En cuerpo y alma" de Shakira

Teatro - Dúos
- Dúo con José Manuel Espinosa de Nicaragua (Posteriormente finalista de Latin American Idol, eliminado en el quinto concierto)
- Canción interpretada: "Inalcanzable" de RBD

Teatro - Presentaciones en solo
- Canción interpretada: "Como se cura una herida" de Jaci Velásquez
- Esta presentación no apareció en el programa, sólo se reveló que Margarita estaba en el top 30 de Latinoamérica.

Workshop 1
- Canción interpretada: "El mundo que soñé" de Laura Pausini

Show de resultados del Workshop 2
- Margarita cantó un trío junto a los dos finalistas hasta ese momento además de ella.
- Margarita, José Manuel Espinosa de Nicaragua y Jesús Pardo de México cantaron "Vivir lo nuestro" de Basilio y cover de Marc Anthony con la India.

Show de resultados del Workshop 3
- Margarita cantó un sexteto junto a los cinco finalistas hasta ese momento además de ella.
- Margarita, José Manuel Espinosa de Nicaragua, Jesús Pardo de México, Anne Lorain Lanier de Panamá, Manuel Araúz de Panamá y Sandra Muente de Perú cantaron "Ni tu, ni nadie" de Volován.

Workshop de la última oportunidad (Wild Card)
- Margarita cantó junto a los ocho finalistas hasta ese momento además de ella.
- Margarita, José Manuel Espinosa de Nicaragua, Jesús Pardo de México, Anne Lorain Lanier de Panamá, Manuel Araúz de Panamá, Sandra Muente de Perú, Manuel Salas de Argentina, María José Castillo de Costa Rica y Nicole Pillman de Perú cantaron "Obsesión" de Miguel Mateos.

Concierto 1 (Música de los 80)
- Margarita cantó en el opening del concierto junto a los otros 11 finalistas. Margarita, José Manuel Espinosa de Nicaragua, Jesús Pardo de México, Anne Lorain Lanier de Panamá, Manuel Araúz de Panamá, Sandra Muente de Perú, Manuel Salas de Argentina, María José Castillo de Costa Rica, Nicole Pillman de Perú, Francisca Silva de Chile, Francisco "Pako" Madrid de México y Raquel Bustamante de Venezuela cantaron tres éxitos de Miguel Bosé: "Morenamía", "Nena" y "Amante bandido".
- Canción interpretada: "Simplemente amigos" de Ana Gabriel

Concierto 2 (Homenaje a Enrique Iglesias)
- Canción interpretada: "Por amarte" de Enrique Iglesias

Concierto 3 (Canciones tropicales)
- Canción interpretada: "Decisiones" de Rubén Blades

Concierto 4 (Canciones Rock)
- Canción interpretada: "Cuídate" de La Oreja de Van Gogh

Concierto 5 (Música de Discoteque)
- Canción interpretada: "Yo sobreviviré" de Gloria Gaynor

Concierto 6 (Covers del inglés al español)
- Canción interpretada en la primera ronda: "Cariño" de Jennifer Lopez
- Canción interpretada en la segunda ronda: "En mi corazón vivirás" de Phil Collins

Concierto 7 (Canciones de artistas españoles)
- Canción interpretada en la primera ronda: "Ojos de cielo" de El sueño de Morfeo.
- Canción interpretada en la segunda ronda: "El universo sobre mí" de Amaral

Concierto 8 (Semifinal)
- Canción interpretada en la primera ronda: "Seré un buen perdedor" de Franco de Vita.
- Canción interpretada en la segunda ronda: "Qué será" de José Feliciano.

Concierto final
- En la final de Latin American Idol, los dos últimos finalistas deben presentar tres canciones. En la primera ronda escogen una de las dos canciones inéditas que se prepararon para la final. En la segunda ronda se presentan con la mejor interpretación de cada uno en todo el concurso. En la tercera ronda se presentan con la otra canción inédita que no habían cantado.
- Canción interpretada en la primera ronda: "Abre tu corazón" (Canción inédita escrita para la final, por José Feliciano)
- Canción interpretada en la segunda ronda: "El mundo que soñé" de Laura Pausini
- Canción interpretada en la tercera ronda: "Vuela" (Canción inédita escrita para la final, por José Feliciano)

Gran final
- Margarita cantó en el opening de esta Gran Final junto a los otros 11 finalistas. Margarita, José Manuel Espinosa de Nicaragua, Jesús Pardo de México, Anne Lorain Lanier de Panamá, Manuel Araúz de Panamá, Sandra Muente de Perú, Manuel Salas de Argentina, María José Castillo de Costa Rica, Nicole Pillman de Perú, Francisca Silva de Chile, Francisco "Pako" Madrid de México y Raquel Bustamante de Venezuela cantaron tres éxitos de Maná: "Rayando el Sol", "De los pies a la cabeza" y "Corazón espinado".
- Margarita cantó a dúo con la otra finalista María José Castillo la canción "Con la fuerza de mi corazón" de Luis Fonsi.
- Margarita cantó un trío junto a María José Castillo y el cantante español David Bisbal, la canción del propio intérprete "Quien me iba a decir".
- Margarita después de ser declarada Latin American Idol cantó la canción inédita que cantó en el concierto final, pero esta vez como intérprete de la canción. La canción que cantó fue "Vuela" como intérprete "Margarita Henríquez".

### Después deLatin American Idoly primer disco,Margarita
Al ganar Latin American Idol 2008, Margarita obtiene un contrato discográfico con Sony BMG, sello que lanzó su primera producción, titulada "Margarita" que incluye 4 temas interpretados en el concurso y 2 temas inéditos, de estos el primer sencillo, "Vuela" se colocó rápidamente en los primeros puestos de las listas de popularidad en las radio emisoras del país y el segundo sencillo inédito, "Abre tu corazón" llegó a estar entre los más solicitados por los oyentes de las radios de la capital.
En el mes de diciembre de 2008, Sony BMG cierra el año con la noticia de que las ventas del primer álbum de Margarita había alcanzado la suma de 5 mil copias, lo que le hizo merecedora de un disco de oro, recibido en el mes de enero de las manos de Alexander Fallas, director general de Sony Music Centroamérica.

## Discografía
- "Punto de partida" (2009) Género: Pop latino. Canciones inéditas compuestas por Noél exintegrante de Sin Bandera y Fonseca entre otros
- "Margarita" (2008) - Recopilación de las interpretaciones en Latin American Idol (2008) - Género: Balada / Pop
- "A qué sabe tu amor" (2007) - Junto a Juancín Henríquez - Género: Música típica.
- "Donde hubo fuego" (2006) - Junto a Juancín Henríquez - Género: Música típica.

## Sencillos
- Vuela (2008)
- Abre tu corazón (2009)
- Cuando suba la marea (2009)
- Por tu amor muero (2010)
- Enamorada (2010)
- Locos de amor (acompañando a Iván Barrios - 2011)
- Tu y yo (Junto a Emilio Regueira - 2012)

## Videoclips
- Por tu amor muero (2010) Ver video .
- Cuando suba la marea (2010) Ver video .
- Enamorada (2010) Ver video .
- Locos de amor acompañando a Iván Barrios (2011) Ver video

## Pequeños Gigantes
Es jurado de la versión panameña de Pequeños Gigantes por Telemetro.